# Каринола
Каринола је насеље у Италији у округу Казерта, региону Кампанија.
Према процени из 2011. у насељу је живело 1198 становника. Насеље се налази на надморској висини од 72 м.

## Становништво
| 1951. | 1961. | 1971. | 1981. | 1991. | 2001. | 2011. |
| ----- | ----- | ----- | ----- | ----- | ----- | ----- |
| 9.529 | 9.591 | 9.001 | 8.786 | 8.629 | 8.171 | 8.056 |